# Грочанска чаршија
44° 40′ 19″ С; 20° 43′ 14″ И / 44.67181° С; 20.72047° И
Грочанска чаршија се налази у Булевару ослобођења, у централном делу насеља Гроцке и представља карактеристичан амбијент српских насеља 19. века. Због свог значаја као стециште свих друштвених и економских збивања варошице 19. века, достигнућа народног неимарства и као сведока тог времена она представља непокретно културно добро као просторно културно-историјска целина од великог значаја.

## Историјат
Први и најстарији трагови насеља на подручју данашње Гроцке датирају још из неолита и откривени су у Винчи. У писаним изворима насеље Гроцка се први пут помиње у попису места бугарског епископа из 878. године под називом Гардец.
Као и за већину насеља београдске околине, прве значајније податке о Гроцкој налазимо у турским катастарским пописима из прве половине 16. века. Према попису из 1528–1530. године, село Гроцка (Хисарлик) има 22 дома. У овом попису Гроцка се назива селом, док се већ у следећем, као и у свим каснијим, назива паланком односно варошицом. Већ у попису из 1560. године помиње се варош која има две махале, муслиманску са 11 и хришћанску са 28 домова. У истом попису помиње се и град који има диздара и око 40 војника.
Први подаци о изгледу и простирању насеља потичу из друге половине 16. века. Немачки путописац Стефан Герлах, видевши Гроцку 1578. године, каже да насеље „велики поток дели на двоје; у једном делу подигнуте су мале српске колибе покривене трском и сламом, а у другом има и лепих турских кућа, често шиндром покривених“. Половином 17. века Евлија Челебија у свом Путопису Гроцку описује као четвороугаоно утврђење у коме су смештена складишта муниције, житни магацин, џамија и два мала хана.
У време аустријске окупације, 1717–1735. године, када се формира Грочанског дистрикт, расте административни и економски значај насеља. Према подацима Београдске митрополије из 1733–1735. године варошица имала 220 кућа. Поновним доласком Турака Гроцка губи стечене позиције.

### Процват Варошице
Гроцка опстаје као паланка без посебних карактеристика све до тридесетих година 19. века. Бројни архивски документи сведоче о буђењу друштвених и привредних активности у том периоду. Граде се црква, ћуприја на Грочици и пословне зграде. Варошица се развија и као трговачки центар, а чаршија се проширује
подизањем нових дућана и других објеката јавне намене. Према закону из 1866. године, који је вршио класификацију на основу броја становника и њихове делатности, Гроцка је и званично стекла статус варошице. Путописци из прве половине 19. века сведоче о овом развоју: Јоаким Вујић пише да је 1823. године варош имала 140 кућа, док Ото Пирх 1829. пише о великој, новој, правилно грађеној згради у Гроцкој. Он је назива поштом, али се вероватно радило о хану (с обзиром на то да је прва пошта у Србији подигнута тек 1840). Сретен Поповић (1820—1890) већ крајем 19. века пише о парном млину Илије Гарашанина, његовој кући, конаку кнеза Живка и велику кафану Бељанског. Иако ниједан од ових објеката није сачуван, подаци о њима говоре о брзом развоју вароши. У документима из тих година све се чешће помињу трговаци и занатлије (Ђорђе мезуланџија, Лука и Младен Савић, Стефан Пазарац, Петко Мимић) и грочански капетани и кнезови (Живко Мијаиловић, Голуб Петровић, Милутин Гарашанин), који представљају носиоце привредног и политичког живота. У трговачком и занатлијском сталежу у првим деценијама 19. века присутнија су имена грчког, односно цинцарског порекла, да би након тридесетих година број српских имена био већи.
Специфичност Гроцке огледа се у томе да је истовремено била и варошица, односно административни и трговачки центар, али и сеоско насеље. Ова чињеница одредила је основну поделу старих грочанских кућа на сеоске и варошке.

## Изглед
Као центар насеља, Грочанска чаршија састоји се од збијених кућа у низу, подигнутих на уличној регулацији и претежно пословно-стамбене намене, што у целини чини карактеристичан амбијент српских паланки 19. века. У дужини од 300 метара својом архитектуром и визурама пружа могућност доживљавања амбијента који је и значајно достигнуће народног неимарства. Најстарија очувана кућа потиче из средине 18. века. Осим пословних зграда са дућанима, занатским радњама и кафанама, у Чаршији је било и пар стамбених кућа варошког типа, чији су власници били имућни трговци и занатлије. Значајнији сачувани објекти у оквиру заштићене амбијенталне целине су Апостоловићева кућа из средине 18. века, за коју се прича да је била хан, Нишлићева кућа и Савића механа с почетка 19. века, као и визуелно доминантна црква Свете Тројице, подигнута 1883. године. Црква је саграђена на темељима старијег сакралног објекта из 1828. године, грађеног подршком кнеза Милоша Обреновића. У оквиру Чаршије се налази и библиотека „Илија Гарашанин” у чијој је галерији изложен легат др Александра Костића, налази са локалитета Дубочај у Гроцкој.
Чаршија као стециште свих економских и друштвених збивања у варошици репрезентује својом организацијом, садржином и архитектонским обликовањем објеката, потребе, укус и тежње грочанске маловарошке средине тог времена. Грочанске куће својом архитектуром и етнографским вредностима, као и разноврсношћу, представљају највеће домете грађевинске, стамбене и ликовне културе у српској народној архитектури. У Грочанској чаршији, као и у њеној непосредној околини и данас се налазе стамбени објекти варошког типа, чији су власници били имућни трговци и занатлије. Међутим, варошке куће су се градиле најчешће у чаршијским сокацима, где су биле смештене искључиво куће имућнијег становништва. Осим што је сведочанство једног времена, Грочанска чаршија, својом архитектуром и визурама, пружа могућност доживљавања амбијента, који представља и значајно достигнуће народног неимарства.

### Сеоска кућа
Сеоска кућа је заступљена у разним типовима и варијантама, што је последица етничке шароликости становништва које се досељавало од средине 18. до краја 19. века. Данас се у Гроцкој налазе углавном четири карактеристична типа сеоске куће: моравску кућу, косовску приземљушу, шумадијску и војвођанску кућу. За сеоске куће, независно од тога ком типу припадају, својствено је то да се налазе у пространим двориштима у којима се, поред куће за становање, налазе и друге помоћне и економске зграде потребне сеоском домаћинству.

### Варошка кућа
Варошка кућа оријентисана је према североистоку односно северозападу и повучена од улице у дубину баште. Дворишта су релативно мала и без помоћних зграда. Висина куће варира у зависности од облика терена, тако да је предњи део зграде често знатно виши, док је задњи уздигнут само за неколико степеника, док су куће подигнуте на равном терену знатно ниже, уздигнуте од нивоа терена само за неколико степеника. Варошка кућа се састоји од три до четири просторије строго наменски дефинисане: оџаклије, дневне собе и једне или две спаваће. осим просторија за становање има и подрума, као и трем који се према углу проширује у доксат. Зидана је у бондручној конструкцији, са костуром од храстових греда и испуном од чатме или ћерпича. Темељи је од камена са храстовим гредама. Кров је низак, на четири воде, покривен ћерамидом. Стреха која штити фасаду достиже ширину и до 1 м. У унутрашњости куће подови су патосани опеком или даскама, док су на трему и доксату искључиво дашчани. Варошка кућа у Гроцкој везује се за исти тип куће у варошицама Подунавља и Поморавља. Она одражава начин живота грочанског трговачког и занатлијског сталежа.

## Заштита културног наслеђа Гроцке
Током 1965. године и у првој половини 1966, само пет година након оснивања Завода за заштиту споменика културе града Београда, извршено је истраживање и обилазак терена општине Гроцка. Тада је, у складу с највишим европским стандардима, формирана обимна документација. У мају 1966. године, Комисија за давање мишљења о споменичким својствима Грочанске чаршије у Гроцкој сачинила је извештај. и истог месеца донето је Решење о утврђивању за споменик културе – просторну културно-историјску целину. Тринаест година касније, 1979. године Грочанска чаршија утврђена и за културно добро од великог значаја. Поред решења о заштити Грочанске чаршије, у овом периоду донета су и решења којима су заштићени и појединачни објекти на територији вароши.
У годинама непосредно након утврђивања за споменик културе, Чаршија као целина и појединачни објекти ван ње били су изложени девастацији и рушењу. У документацији Завода за заштиту споменика културе града Београда чувају се решења којима се тражи заустављање рушења појединих објеката. Како у том тренутку још увек није било урађено техничко снимање свих заштићених објеката, ова решења су и једини трагови о њиховом постојању. За потребе Детаљног урбанистичког плана месне заједнице стручни тим Завода урадио је обиман елаборат. Овај елаборат је поштовао све принципе интегративне заштите и одрживог развоја насеља који су у каснијим годинама утврђени за постулате. План је усвојен јуна 1981. године, али је недуго након усвајања стављен ван снаге.
Сам центар вароши је осамдесетих година 20. века делимично обновљен, у сарадњи са Заводом за заштиту споменика културе града Београда, уз поштовање традиционалне архитектуре. Године 1994. главна улица је делом постала пешачка зона. Почетком 21. века 2016. године, Грочанска чаршија је реконструисана и тада је враћен и некадашњи дрворед црног јасена, а коловоз је калдрмисан.
- Кућа породице Апостоловић
- Савића механа
- Нишлићева кућа
- Купола цркве Св. Тројице
- Зграда библиотеке „Илија Гарашанин”
- Зграда дечје библиотеке
- Реконструисана зграда у Чаршији
- Стара кућа испод цркве, на почетку Чаршије
- Скулптура „Грочанка” и једна варошка кућа
- Једна стара кућа

## Заштићени објекти у Гроцкој
У ширем језгру грочанске вароши, у самој Чаршији и некадашњим чаршијским сокацима, налази се укупно 11 објеката — кућа заштићених као културна добра. Ван Грочанске чаршије као целине заштићено је седам сачуваних варошких кућа које су проглашене за споменик културе. Најстарија међу њима датира још из 18. века. Међу њима су и две које су у рангу споменика културе од великог значаја за Републику Србију - Ранчићева кућа и Цинцарска кућа. Неке куће, које су биле утврђене за културно добро, нестале су без могућности да буду реконструисане, јер су на њиховом месту саграђени други објекти. Од преосталих заштићених кућа Ранчићева кућа је једна од ретких која је задржала свој првобитни изглед и то захваљујући својој културно-изложбеној намени. Она је једина ревитализована у културно-туристички објекат. Последња власница куће, госпођа Магдалена Ранчић, 60-их година 20. века кућу је завештала општини, па је ово једина заштићена стара кућа у Гроцкој која је у власништву државе. Све остале су у приватном власништву и користе се у разне намене тако да су, прилагођавајући се савременом начину живота, претрпеле веће или мање измене у својој структури и унутрашњем распореду.

### Заштићени објекти који су реконструисани
- Цинцарска кућа у Гроцкој
- Ранчићева кућа у Гроцкој
- Карапешићева кућа у Гроцкој
- Митровићева кућа у Гроцкој
- Панићева кућа у Гроцкој
- Апостоловићева кућа
- Нишлићева кућа
- Савића механа

### Заштићени објекти који су девастирани
- Поповићева кућа у Гроцкој
- Теомировићева кућа у Гроцкој
- Влајковићева кућа у Гроцкој

### Заштићени објекти који су нестали
- Смиљанићева кућа у Гроцкој
- Марковићева кућа у Гроцкој
- Топаловићева кућа у Гроцкој
- Божићева кућа у Гроцкој